# 神奇的嫦娥五号
神奇的嫦娥五号是中国国家航天局、中国科协在2022年联合推出的一部关于嫦娥五号的纪录片，共12集，每集约10分钟，2023年在中国中央电视台纪录频道播出时整合为4集，每集约25分钟。

## 分集
| 集数     | 名称                       |
| -------- | -------------------------- |
| 第一集   | 《嫦娥五号任务》           |
| 第二集   | 《嫦娥奔月的动力之芯》     |
| 第三集   | 《神秘的运载火箭》         |
| 第四集   | 《多弹道奔月发射方案》     |
| 第五集   | 《远赴月球的探险者》       |
| 第六集   | 《空间推进系统》           |
| 第七集   | 《地月空间的往返飞行轨道》 |
| 第八集   | 《月球样品的采集与封装》   |
| 第九集   | 《月球样品回家的引路者》   |
| 第十集   | 《空间无人对接和样品转移》 |
| 第十一集 | 《保驾护航的测控系统》     |
| 第十二集 | 《月球样品的科学研究》     |

| 集数   | 名称         | 央视首播时间   |
| ------ | ------------ | -------------- |
| 第一集 | 《发射升空》 | 2023年11月23日 |
| 第二集 | 《飞向月球》 | 2023年11月24日 |
| 第三集 | 《月面采样》 | 2023年11月25日 |
| 第四集 | 《返回地球》 | 2023年11月26日 |